# Austropotamobius
Austropotamobius è un genere di crostacei originario dell'Europa, della famiglia degli astacidi, cui appartengono le seguenti tre specie:
- Austropotamobius italicus
- Austropotamobius pallipes – Gambero dai piedi bianchi
- Austropotamobius torrentium – Gambero di torrente